# Neuer Weg 23 (Quedlinburg)

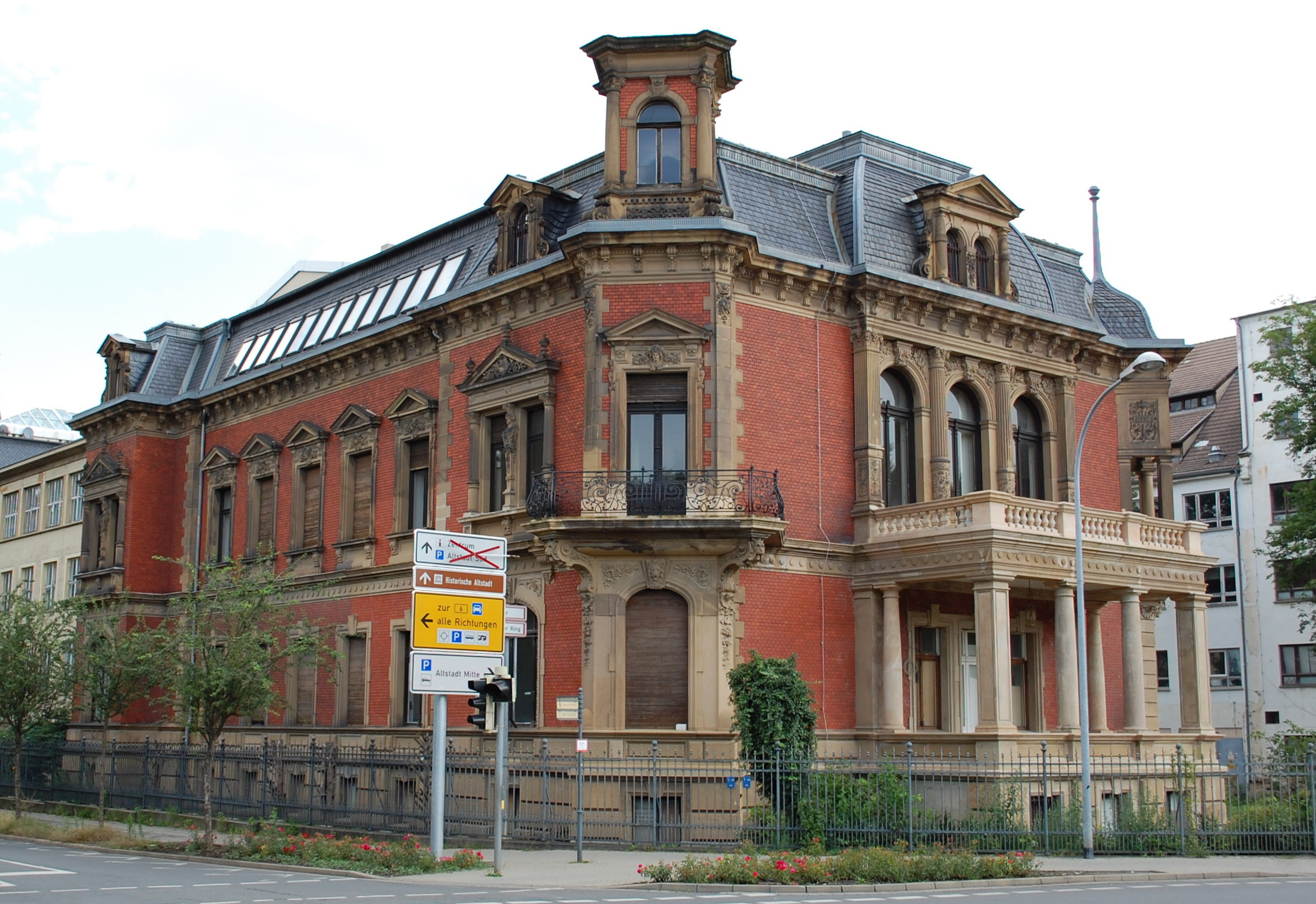
Haus Neuer Weg 23

Das Haus Neuer Weg 23 ist ein denkmalgeschütztes Gebäude in Quedlinburg in Sachsen-Anhalt.

## Lage
Das im Quedlinburger Denkmalverzeichnis als Villa eingetragene Gebäude befindet sich südlich der Quedlinburger Altstadt an der Kreuzung der Straßen Neuer Wegs, Am Schiffbleek, Turnstraße und Harzweg.

## Architektur und Geschichte
Die zweigeschossige Villa wurde in den Jahren 1893 bis 1895 nach Plänen des Berliner Regierungsbaumeisters Max Bel für die im Bereich der Samenzucht aktiven Unternehmerfamilie Dippe gebaut, die auch mehrere Nachbargebäude besaß. Das Gebäude markiert die südliche Stadtgrenze Quedlinburgs am Ende des 19. Jahrhunderts. Es ist sowohl in seiner Größe als auch in der Gestaltung ausgesprochen aufwendig ausgeführt und erinnert an barocke italienische Stadtpaläste. Die aus roten Klinkern bestehende Fassade ist historistisch gestaltet. 
Das Gebäude wurde nach der Enteignung der Familie Dippe im Jahre 1945 durch das Institut  für Pflanzenzüchtung (ab 1972 institut für Züchtungsforschung) genutzt. In den Jahren 1952 bis 1954 entstand an der Nordseite der Villa ein Verbindungsbau zum Haus Neuer Weg 22, der als Laborgebäude des Instituts für Pflanzenzüchtung genutzt wurde. Seit der Auflösung des Instituts für Züchtungsforschung im Jahre 1991 ist das Gebäude ungenutzt und dem allmählichen Verfall preisgegeben.
Im Inneren des Hauses befinden sich wertvolle manieristische Malereien.
Ein ehemals zum Anwesen gehörender kleiner Park und die Grundstücksumfriedung waren in gleicher Qualität gestaltet worden.